# جورج أ. بيفرز جونيور
جورج أ. بيفرز جونيور (بالإنجليزية: George A. Beavers, Jr.)‏ هو شخصية أعمال أمريكي، ولد في 30 أكتوبر 1891 في أتلانتا في الولايات المتحدة، وتوفي في 12 أكتوبر 1989 في لوس أنجلوس في الولايات المتحدة.